# لجنة المصلحة الوطنية الفلسطينية

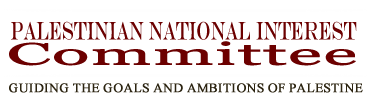
لجنة المصلحة الوطنية الفلسطينية

لجنة المصلحة الوطنية الفلسطينية هي حركة شعبية تمثل مصالح المواطنين الفلسطينيين في الولايات المتحدة والبرازيل، وتتمثل مهمتها الرئيسية في العمل مع الهيئات التشريعية الدولية بشأن التشريعات التي تعزز العلاقة بين المجتمع الدولي والحكومة الفلسطينية .
تتخذ الحركة موقفًا من خلال الاتفاقات والاتفاقيات التي شكلتها منظمة التحرير الفلسطينية نيابة عن الشعب الفلسطيني المقيم في الأراضي الفلسطينية أو في المنفى.
أسسها أبناء الشتات الفلسطيني عام 2006، الحركة بقيادة حسام باجيس وتستمر في الحصول على دعم أعضاء المجلس المركزي الفلسطيني والمجلس الوطني الفلسطيني، وتسعى جاهدة لسد الفجوة بين المواطنين الفلسطينيين والولايات المتحدة وضمان استمرار الدعم الأمريكي لدولة فلسطينية مستقلة.

## تاريخ

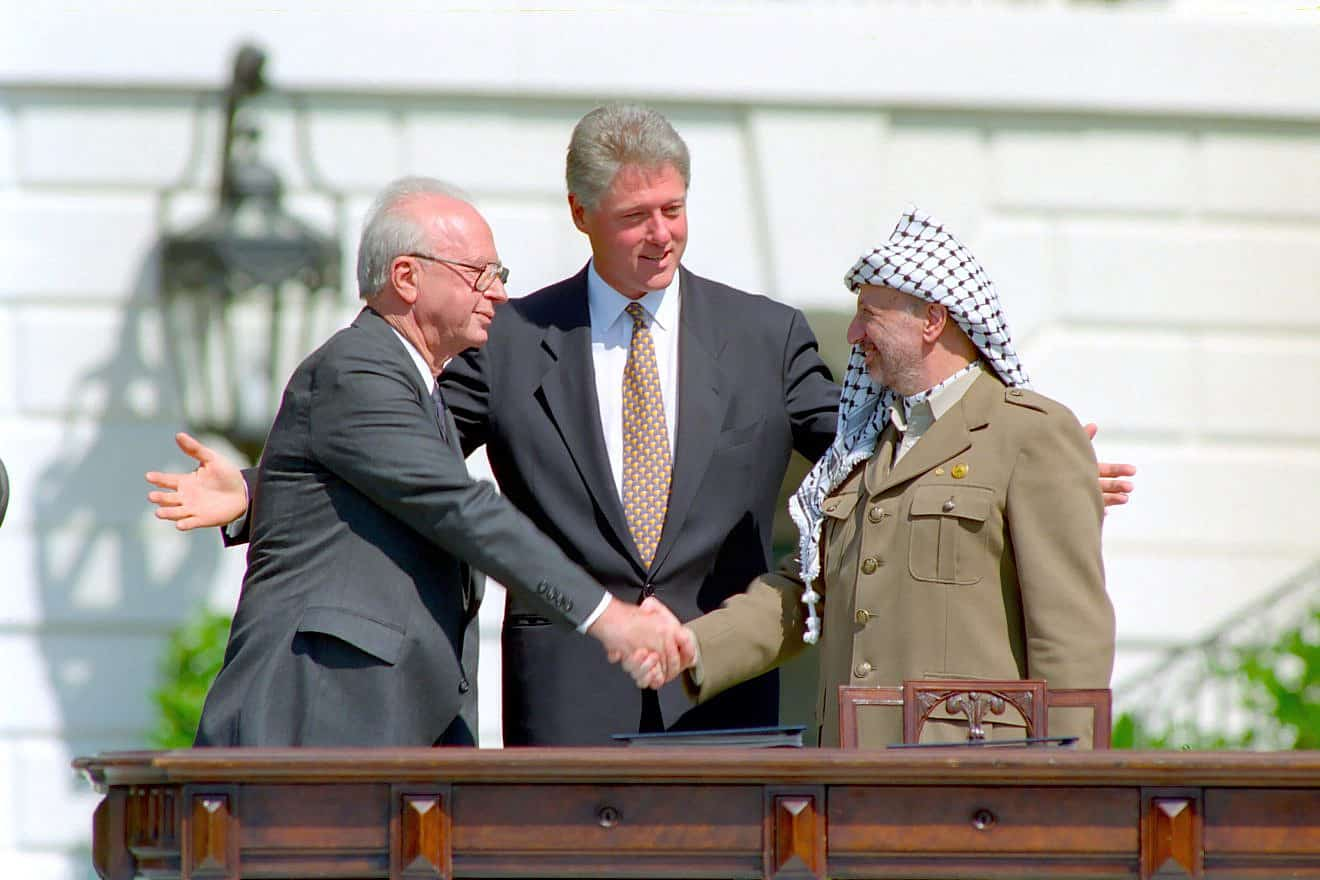
إسحاق رابين وبيل كلينتون وياسر عرفات خلال اتفاقيات أوسلو في 13 سبتمبر 1993.

في عام 1993، جلبت الولايات المتحدة كلا من الفلسطينيين والإسرائيليين إلى واشنطن. جلس رئيس منظمة التحرير الفلسطينية الراحل، ياسر عرفات، مع شمعون بيريز، الرئيس الإسرائيلي الراحل، وفي لقاءات مع القادة الأمريكيين أقاما السلطة الوطنية الفلسطينية. ثم تم انتخاب الرئيس عرفات ديمقراطيا كأول رئيس للسلطة الوطنية الفلسطينية. في وقت لاحق، سمحت دول عديدة (باستثناء عدد قليل منها) للسلطة الوطنية الفلسطينية بأن تكون التمثيل الوحيد للشعب الفلسطيني.
يستمر هذا حتى يومنا هذا، مع عدم الاعتراف بالسلطة الوطنية الفلسطينية كصوت الشعب الفلسطيني. ترغب لجنة المصلحة الوطنية الفلسطينية، وهي حركة شعبية غير ربحية، في تغيير ذلك بهدف نهائي هو إقامة دولة فلسطينية منفصلة.

## الإنجازات
العلاقات البرازيلية الفلسطينية
13/2/2008 - وقّع وزير الخارجية البرازيلي سيلسو أموريم ووزير الخارجية الفلسطيني رياض المالكي على اتفاقية ترعى لجنة المصلحة الوطنية الفلسطينية تنص على تصنيف فلسطين كحليف رئيسي لجامعة الدول العربية للبرازيل. تضم الاتفاقية واحدة من أكثر الاتفاقيات شمولاً التي تم توقيعها بين البلدين، مما يمثل نقطة تحول رئيسية في العلاقات بينهما. وتؤكد الاتفاقية على أهمية العمل المشترك لإدراك قيمة الحوار المميز والاتفاق على المناقشات الدورية والاجتماعات الدورية بين الرؤساء ووزراء الخارجية وبين مجلس الوزراء واللجان التنفيذية في البلدين.
السلام الفلسطيني الإسرائيلي
10/23/2008 - حصلت فلسطين في اجتماعات حثت عليها لجنة المصلحة الوطنية الفلسطينية على التزام الرئيس البرازيلي لويس إيناسيو لولا دا سيلفا بالمساعدة في مفاوضات السلام فيما يتعلق بحق عودة الفلسطينيين إلى الأراضي المقدسة، في المحادثات التي أقيمت في نوفمبر - ديسمبر 2008 مع الرئيس الفرنسي نيكولا ساركوزي والرئيس الروسي دميتري ميدفيديف.

## روابط خارجية
- لجنة المصلحة الوطنية الفلسطينية
- لجنة المصلحة الوطنية البرازيلية الفلسطينية